# Miley Cyrus
Miley Ray  Cyrus  (născută Destiny Hope Cyrus, n. 23 noiembrie 1992, Nashville, Tennessee, Statele Unite ale Americii) este o cântăreață și actriță americană, câștigătoare a trei premii Grammy. 
Miley Cyrus este una dintre cele mai apreciate cântărețe  din S.U.A. și este cunoscută pentrul rolul ei din seria Hannah Montana. Aceasta a interpretat vocea lui Penny din filmul Bolt, și a înregistrat piesa „I Thought I Lost You” din coloana sonoră a filmului cu John Travolta, piesă pentru care a primit o nominalizare la Globul de Aur. Ca urmare a serialului Hannah Montana a fost creat un film numit Hannah Montana: Filmul. Filmul a fost lansat pe 10 aprilie 2009 în Statele Unite. În 2008 Miley a apărut în topul revistei Time „Cele mai influente 100 de persoane din lume”. În 2008, revista „Forbes” a clasat-o în topul Celebrity 100 pe locul 35, cu încasări de peste 25 milioane de dolari, iar în 2009 pe locul 29. De la începutul turneului Wonder World Tour Miley a vândut peste 14 milioane de albume. Recent a apărut într-un episod de senzație a seriei Black Mirror.

## Copilăria și debutul
Miley Cyrus s-a născut pe 23 noiembrie 1992 la Nashville, Tennessee. Părinții ei sunt Leticia „Tish” (născută Finley) și cântărețul de muzică country Billy Ray Cyrus. Miley are cinci frați și surori. 
Părinții ei au botezat-o Destiny Hope (engleză destin, speranță) deoarece credeau că va aduce speranță în viețile oamenilor când va crește mare. Porecla ei a fost „Smiley” apoi „Miley” deoarece zâmbea foarte mult când era copil. Ea a absolvit Heritage Middle School, unde era majoretă. În prezent ea merge la școala  (Opțiuni pentru Tineret) și, în timpul filmărilor, face meditații cu un profesor privat. Miley a crescut la ferma părinților ei de lângă Nashville, unde merge regulat la biserică (Biserica oamenilor.) Miley este cunoscută pentru rolul ei din serialul Hannah Montana și din filmul The Last Song. Deoarece serialul a avut un mare succes în Statele Unite, în octombrie 2006 a fost lansat o coloană sonoră a acestuia. Cariera solo lui Miley Cyrus a început cu albumul Meet Miley Cyrus care a fost lansat pe 23 iulie 2007, album ce includea și hitul „See You Again”. Al doilea album al artistei s-a numit Breakout și a fost lansat pe 22 iulie 2008, fiind primul album fără franciza Hannah Montana. Ambele albume au debutat în clasamentul american Billboard 200 pe locul întâi.

## Carieră

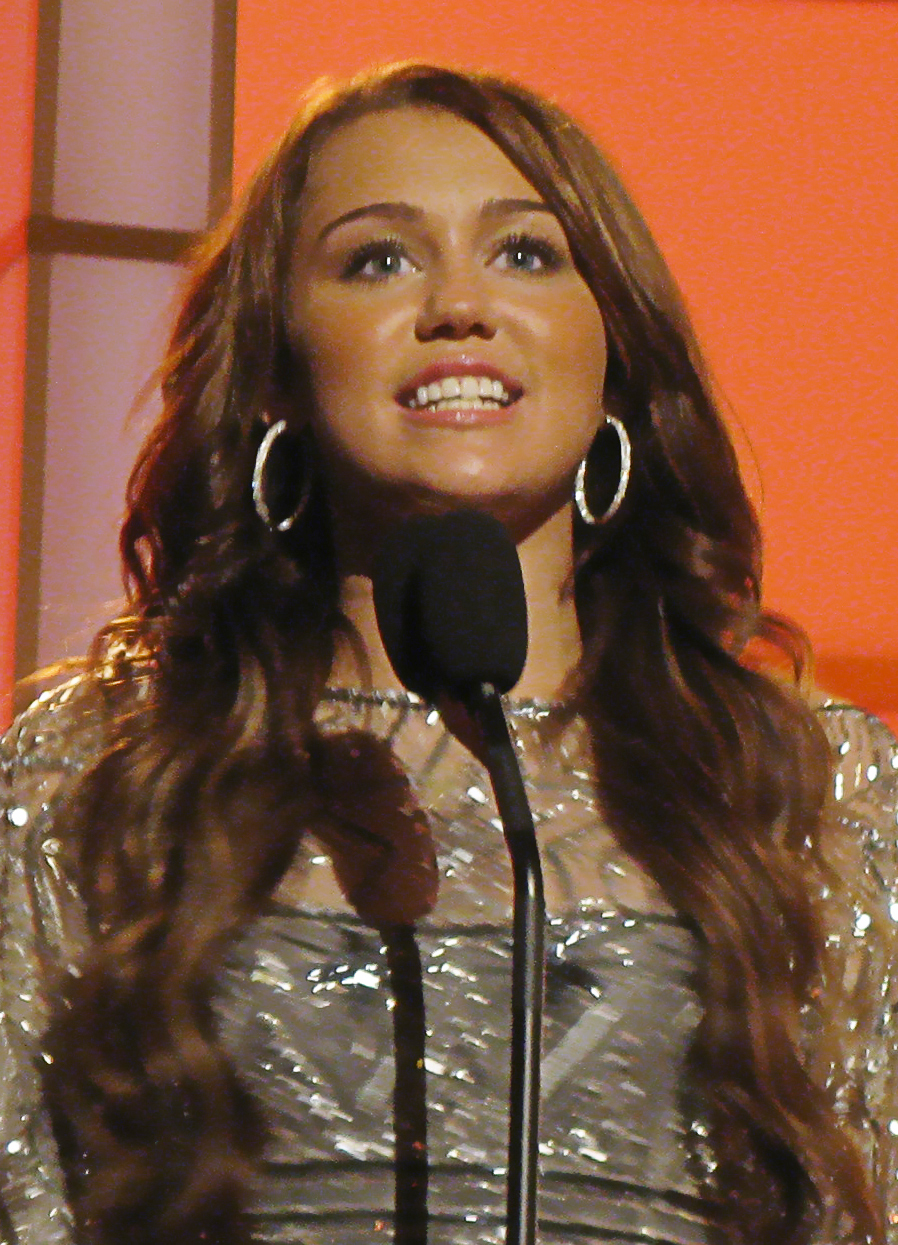
Miley Cyrus în 2008

Miley Cyrus a fost interesată de teatru încă de când avea 9 ani, luând lecții la Armstrong Acting Studio când familia ei locuia în Toronto, Canada. Începutul carierei sale a fost marcată de roluri minore, debutând cu un rol în serialul tatălui ei, Doc, în care a jucat-o pe Kylie. În 2003 Miley a jucat în filmul lui Tim Burton, Big Fish, unde a interpretat-o pe „Young Ruthie” (tânăra Ruthie).
La 12 ani a audiționat pentru rolul „Lilly Truscott” în serialul Hannah Montana. Directorii executivi de la Disney au crezut că e prea mică pentru rolul acela, dar după mai multe insistențe ea a fost rechemată pentru audiții. În cele din urmă ea a fost aleasă pentru rolul principal, „Zoe Stewart”. După ce a câștigat rolul, numele personajului a fost schimbat în „Miley Stewart”. Potrivit președintelui companiei Disney Channel, Miley a fost aleasă pentru performanța și caracterul ei energic și a fost văzută ca o persoană „care se bucură și profită de fiecare minut al vieții”. Mai târziu Miley l-a adus și pe tatăl sau, Billy Ray, la audiții pentru rolul tatălui personajului principal. Serialul se concentrează pe adolescență, dar introduce și aspectul identității secrete în poveste.
Serialul Hannah Montana a fost transmis prima dată pe 24 martie 2006 în Statele Unite, având în medie 4 milioane de telespectatori pe episod. Deoarece serialul a avut un mare succes, Cyrus a înregistrat opt piese pentru coloana sonoră a albumului, debutănd pe locul #1 în Billboard 200, cu 281.000 de copii vândute doar în prima săptămână de la lansare. De asemenea Cyrus a realizat actele de deschidere în turneul The Party's Just Begun Tour a trupei The Cheetah Girls în 39 de orașe. Turneul a început pe 15 septembrie 2006 .

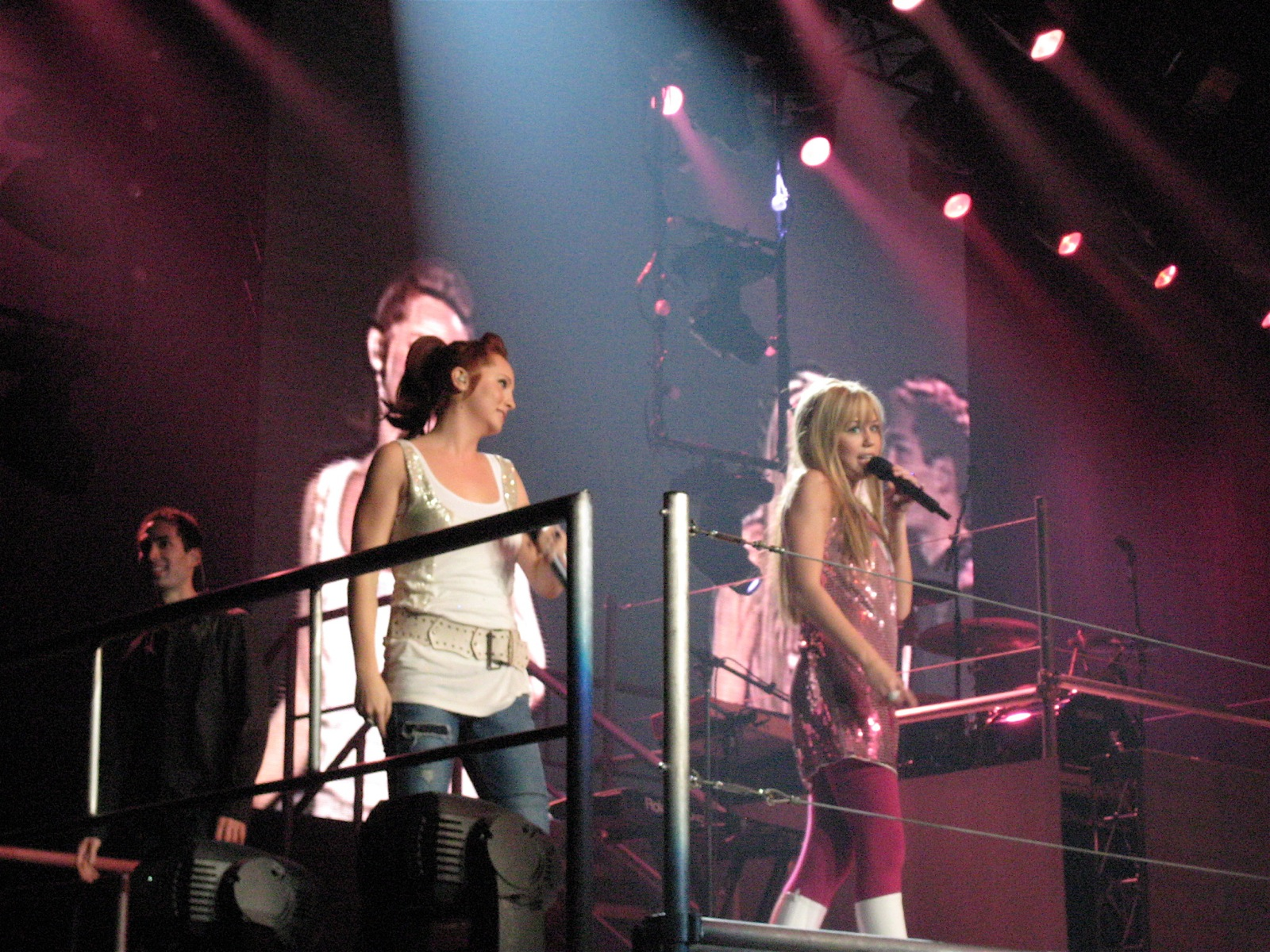
Cyrus ca Hannah Montana în timpul turneului eponim, 2007

Pe 26 iunie 2007, a lansat un dublu disc, Hannah Montana 2/Meet Miley Cyrus, al doilea disc fiind debutul ei solo. Albumul a debutat pe locul #1 în Billboard 200 cu peste 326.000 de exemplare vândute în prima săptămână de la lansare. Albumul a fost certificat 3x platină de asociația RIAA, cu peste 3,2 milioane de exemplare vândute în Statele Unite. „See You Again”, inclusă în acest album, a fost prima melodie a artistei care a intrat în Billboard Hot 100 pe locul #10. Pe 22 iulie 2008 s-a lansat al doilea album de studio al cântăreței, intitulat Breakout, care a intrat pe locul #1 în topul Billboard 200. În septembrie 2009 a participat în cântecul Just Stand Up! în suport la campania anti-cancer Stand Up To Cancer și în concertul benefic City Of Hope în sprijinul cercetării cancerului și programelor de formare profesională.
Pe 1 noiembrie 2009 a înregistrat piesa „I Thought I Lost You” cu John Travolta pentru coloana sonoră a filmului Bolt, în care a interpretat și vocea lui Penny. Cyrus a primit o nominalizare la Globul de Aur pentru această piesă.
La sfârșitul lunii mai a anului 2011, Miley își începe cel de-al treilea turneu intitulat Gypsy Heart Tour, având ca scop împiedicarea discriminării romilor.
În cei 14 ani de carieră, putem spune că Cyrus a strâns o sumă destul de frumușică în valoare de 160 de milioane $, clasând-o astfel pe locul 1 în topul celor mai bogați tineri americani.
În luna iunie 2013 Miley a șocat lumea cu noua ei piesă ''We Can't Stop''' ( ''Noi Nu Ne Putem Opri''). Clipul piesei a bătut recordul VEVO pentru cel mai văzut videoclip în primele 24 ore cu peste 10 milioane de vizualizări. Pe data de 25 august 2013 la gala premiilor Video Music Awards Miley a șocat lumea din nou, a dansat twerk alături de Robin Thicke. În aceeași seară a lansat piesa Wrecking Ball, a cărui clip a fost lansat pe 9 septembrie 2013. Clipul a bătut recordul VEVO cu 19,6 milioane de vizualizări.

## Viața personală

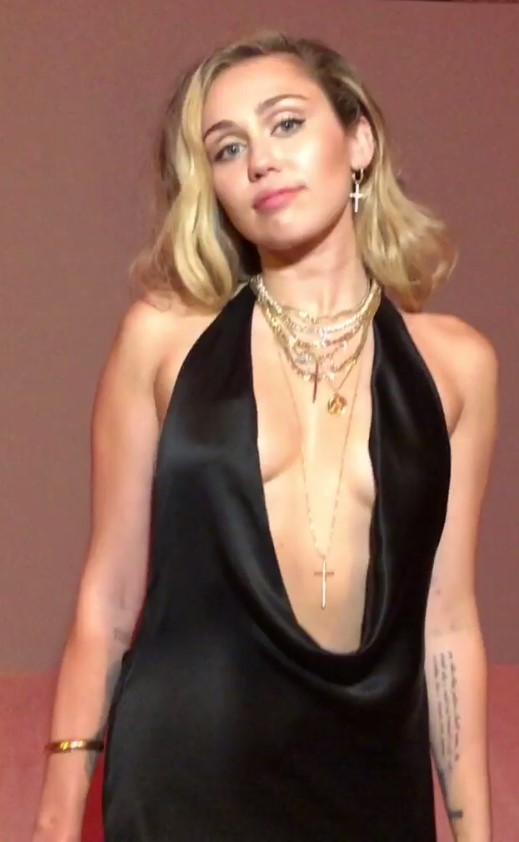
Miley Cyrus participând la Met Gala.
Între 2018 și 2020, artista a fost căsătorită cu actorul Liam Hemsworth.

La sfârșitul anului 2007 Miley a încheiat o relație de doi ani cu Nick Jonas din trupa Jonas Brothers. Pe 18 martie 2008, Cyrus a început un proces legal pentru schimbarea numelui său în „Miley Ray Cyrus”, al doilea nume aparținând tatălui său. Numele a devenit oficial pe 1 mai 2008 
În februarie 2008 Miley și prietena ei, Mandy Jiroux, au deschis un cont pe YouTube și au început să posteze clip-uri video; au intitulat show-ul „The Miley and Mandy Show”.
Pe 8 octombrie 2009 și-a închis contul pe rețeaua socială Twitter, cerând mai multă intimitate. Cyrus a fost foarte populară pe Twitter, contul ei fiind vizionat de aproximativ 2 milioane de utilizatori ai rețelei. În luna iunie 2009 a încheiat a noua lună de relație cu modelul Justin Gaston, cu puțin înainte de a merge în Tybee Island, Georgia pentru a filma The Last Song. În iulie 2009 a început o relație cu actorul australian Liam Hemsworth, cu care a jucat în filmul The Last Song. În luna august 2010 Hemsworth a confirmat că relația s-a încheiat într-un interviu acordat revistei Us Weekly . Însă la sfârșitul lunii martie 2011, cei doi s-au împăcat, mutându-se astfel împreună. În toamna lui 2013 aceștia s-au despărțit anulându-și logodna pe motiv că comportamentul lui Miley ar strica imaginea lui Liam.
În vara anului 2014, Miley este văzută în mai multe rânduri cu Patrick Schwarzenegger. În toamna aceluiași an, cei doi fiind surprinși sărutându-se. Cei doi au format un cuplu până în 2015. În 19 ianuarie 2016, Miley și Liam s-au împăcat, aceștia au recunoscut că s-au logodit din nou. În decembrie 2018 Miley și Liam s-au căsătorit. La doar 8 luni distanță aceștia își anunțau divorțul. Miley fusese văzută de paparazzii în Italia alături de Kaitlynn Carter în luna august 2019. 2 luni mai târziu acestea își anunță despărțirea. În octombrie 2019 Miley Cyrus și Cody Simspon au anunțat că sunt împreună.

## Filmografie
| Filme cinematografice | Filme cinematografice                                     | Filme cinematografice        | Filme cinematografice                                                    |
| An                    | Film                                                      | Rol                          | Note                                                                     |
| --------------------- | --------------------------------------------------------- | ---------------------------- | ------------------------------------------------------------------------ |
| 1999                  | Big Daddy                                                 | Julian McGrath               |                                                                          |
| 2003                  | Big Fish                                                  | Ruthie                       | Menționată ca "Destiny Cyrus"; rol minor                                 |
| 2007                  | High School Musical 2                                     | Fată din piscină             | Cameo                                                                    |
| 2008                  | Hannah Montana & Miley Cyrus: Best of Both Worlds Concert | În rolul său                 | Film-concert                                                             |
| 2008                  | Bolt                                                      | Penny                        | Rol de voce                                                              |
| 2009                  | Hannah Montana: Filmul                                    | Miley Stewart/Hannah Montana | Rolul Principal                                                          |
| 2010                  | The Last Song                                             | Veronica "Ronnie" Miller     | Rolul Principal                                                          |
| 2010                  | Sex and the City 2                                        | În rolul său                 | Cameo                                                                    |
| 2011                  | Justin Bieber: Never Say Never                            | În rolul său                 | Cameo                                                                    |
| 2012                  | LOL                                                       | Lola                         | Rolul principal                                                          |
| 2012                  | So Undercover                                             | Molly Morris                 | Rol principal                                                            |
| 2015                  | The Night Before                                          | În rolul său                 |                                                                          |
| 2015                  | A Very Murray Christmas                                   | În rolul său                 |                                                                          |
| Televiziune           |                                                           |                              |                                                                          |
| An                    | Serial / Film                                             | Rol                          | Note                                                                     |
| 2003                  | Doc                                                       | Kylie                        | Invitat                                                                  |
| 2006–2010             | Hannah Montana                                            | Miley Stewart/Hannah Montana | Lead Role                                                                |
| 2006                  | "That's So Suite Life of Hannah Montana"                  | Miley Stewart                | Crossover episode with That's So Raven and The Suite Life of Zack & Cody |
| 2007                  | The Emperor's New School                                  | Yata                         | Voce                                                                     |
| 2007                  | 2007 Disney Channel Games                                 | În rolul său                 | Disney Channel special                                                   |
| 2007–2008             | The Replacements                                          | Celebrity Star               | Rol de voce                                                              |
| 2008                  | Studio DC: Almost Live                                    | În rolul său                 | Disney Channel special                                                   |
| 2009                  | "Wizards on Deck with Hannah Montana"                     | Miley Stewart                | Episoadele The Suite Life on Deck șiWizards of Waverly Place             |
| 2019                  | Black Mirror                                              | Ashley                       | Rol principal                                                            |

## Discografie

### Albume de studio
- Meet Miley Cyrus (2007)
- Breakout (2008)
- The Time Of Our Lives (2009)
- Can't Be Tamed (2010)
- Bangerz (2013)
- Miley Cyrus & Her Dead Petz (2015)
- Younger Now (2017)
- Plastic Hearts (2020)[26]
- Endless Summer Vacation (2023)
- Something Beautiful (2025)

### Coloane sonore
- Hannah Montana (2006)
- Hannah Montana 2/Meet Miley Cyrus (2007)
- Bolt (2008)
- Hannah Montana: The Movie (2009)
- Hannah Montana 3 (2009)
- The Last Song (2010)

### EP
- The Time of Our Lives (2009)
- She Is Coming  (2019)

## Turnee

### Turnee
- Best Of Both Worlds Tour (2007-2008)
- Wonder World Tour (2009)
- Gypsy Heart Tour (2011)
- Bangerz Tour (2014)
- Milky Milky Milk Toud (2015)
- Attention Tour (2022)

### În deschidere
- The Cheetah Girls - The Party’s Just Begun Tour (2006-2007)

## Nominalizări

### 2007,2008&2009
| Anul | Titlul                         | Premiul                                                    | Nominalizare              | Rezultat     |
| ---- | ------------------------------ | ---------------------------------------------------------- | ------------------------- | ------------ |
| 2007 | Kids' Choice Awards            | Actrița preferată de la TV.                                | Hannah Montana            | Caștigătoare |
| 2007 | Teen Choice Awards             | Cea mai bună actriță într-un serial de comedie.            | Hannah Montana            | Caștigătoare |
| 2007 | Teen Choice Awards             | Actrița verii                                              | Miley Cyrus               | Caștigătoare |
| 2008 | Video Music Awards             | Best New Artist                                            | 7 Things                  | Nominalizare |
| 2008 | Teen Choice Awards             | Femeia Actriță                                             | Miley Cyrus               | Caștigătoare |
| 2008 | Teen Choice Awards             | Meilleure Actrice dans une Série Comique                   | Hannah Montana            | Caștigătoare |
| 2008 | Young Artist Award             | Cea mai buna performanta intr-un serial TV - Prima actriță | Hannah Montana            | Caștigătoare |
| 2008 | Kids' Choice Awards            | Favorite Female Singer                                     | Miley Cyrus               | Caștigătoare |
| 2008 | Kids' Choice Awards            | Actrița preferată de la TV.                                | Hannah Montana            | Caștigătoare |
| 2008 | Kids' Choice Awards            | Serialul TV favorit                                        | Hannah Montana            | Nominalizare |
| 2008 | Europe Music Awards            | Cel mai bun artist                                         | Miley Cyrus               | Nominalizare |
| 2008 | UK Kids' Choice Awards         | Favorite Female TV Star                                    | Miley Cyrus               | Caștigătoare |
| 2008 | Australian Kids' Choice Awards | Favorite International Singer                              | Miley Cyrus               | Caștigătoare |
| 2008 | Australian Kids' Choice Awards | TV Star International favorite                             | Miley Cyrus               | Caștigătoare |
| 2009 | People's Choice Awards         | People's Choice Favorite Star Under 35                     | Miley Cyrus               | Nominalizare |
| 2009 | Golden Globe Awards            | Cel mai bun cântec original                                | I Thought I Lost You      | Nominalizare |
| 2009 | Critics Choice Awards          | Best Song                                                  | I Thought I Lost You      | Nominalizare |
| 2009 | Kids' Choice Awards            | Vocea favorită într-un film de animație                    | Bolt                      | Nominalizare |
| 2009 | Kids' Choice Awards            | Chanteuse féminine préférée                                | Miley Cyrus               | Caștigătoare |
| 2009 | Kids' Choice Awards            | Actrița preferată de la TV.                                | Hannah Montana            | Nominalizare |
| 2009 | Kids' Choice Awards            | Serialul TV preferat.                                      | Hannah Montana            | Nominalizare |
| 2009 | Young Artist Award             | Cea mai buna performanta intr-un serial TV - Prima actrita | Miley Cyrus               | Nominalizare |
| 2009 | MTV Movie Awards               | Cântecul cel mai bun dintr-un film                         | The Climb                 | Caștigătoare |
| 2009 | MTV Movie Awards               | The Best gril evolution                                    | Hannah Montana: The Movie | Nominalizare |
| 2009 | MuchMusic Video Awards         | Video Internațional al Anului                              | „The Climb”               | Nominalizare |